# Ннамді Огбонная
Ннамді Огбонная — американський мультиінструменталіст та автор пісень із Чикаго, штат Іллінойс, більш відомий як NNAMDÏ.
Музика Ннамді Огбонная була класифікована як авант-поп.
Він є засновником лейблу Sooper Records.

## Історія
Ннамді Огбонная народився у КаліфорніЇ в родині нігерійських іммігрантів. Спочатку сім'я переїхала до Огайо. Згодом сім'я переїхала до Лансінгу, штат Іллінойс і більшу частину свого дитинства він провів у Лансінгу.
"Мій тато грав на гітарі, моя мама також співала. Усі в моєму домі [були] досить музикальними, — каже він. — Це стало нав'язливою ідеєю для мене. Я б позичив у кожного інструменти і не повертав би Їх, а вони б сказали: «О, мабуть, тепер це його».
З четвертого по шостий клас Ннамді брав уроки гри на фортепіано. Коли він знайшов барабани, він кинув навчання фортепіано. «Це дурниця! Я хочу грати на барабанах!»
На запитання, чи шкодує він про свій інструментальний вибір, Ннамді повністю впевнений: «Я вибрав те, що вибрав!»
Ннамді Огбонная розповідає: «Вони [батьки] мене підтримують. Моя мама була на моєму останньому шоу в Лос-Анджелесі, і це було смішно бачити, як ця крихітна нігерійка тримала iPad у руках, намагаючись зняти шоу».
Він здобув ступінь інженера-електрика в Університеті Іллінойсу в Чикаго.
Ннамді Огбонная випускав саморобні сольні релізи на Bandcamp під псевдонімом Nnamdi's Sooper-Dooper Secret Side Project (скорочено NSDSSP).
Він є учасником кількох гуртів: Monobody (грає на барабанах), Nervous Passenger (грає на бас-гітарі), Teen Cult. І разом з тим він випускає сольні релізи під своЇм іменем: Bootie Noir (2013 рік); Feckin Weirdo (2014 рік); Drool (2017 рік); Brat (2020 рік) — ймовірно найвідоміший альбом Ннамді Огбонная; Please Have A Seat (2022 рік).
Влітку 2017 року Ннамді Огбонная відкривав тур гурту PWR BTTM.

## Дискографія

### Студійні альбоми
- Bootie Noir (2013)[14]
- Feckin Weirdo (2014)[15]
- Drool (2017)[16]
- Brat (2020)[17]
- Krazy Karl (2020)[18]
- Please Have a Seat (2022)[19]

### Мініальбоми
- Despondent (2013)[20]

### Сингли
- «You Like» (2017)[21]
- «Love to See» (2018)[22]
- «Price Went Up» (2019)[23]